# Археологический парк Монкира
Археологический парк Монкира, известный также под названием Эль-Инфернито, исп. El Infiernito, буквально «маленькая преисподняя», расположен в 5 километрах к западу от муниципального административного центра Вилья-де-Лейва в департаменте Бояка (Колумбия).
Памятник представляет собой композицию из 30 крупных колонн фаллической формы и порядка сотни колонн меньшего размера, расположенных в два ряда с востока на запад. Памятник датируется как минимум 2-3 в. до н. э., что означает, что он был создан задолго до прибытия в этот регион муисков. По мнению некоторых антропологов, это было место, посвящённое культу плодородия; по мнению других, это была астрономическая обсерватория, позволявшая наблюдать зимние и летние солнцестояния.

## Галерея изображений

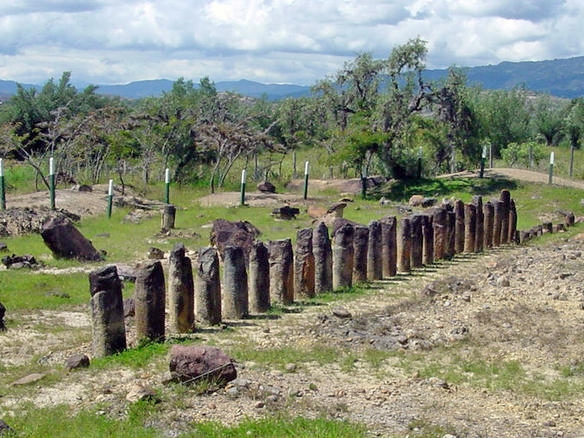
Ряд из фаллических фигур
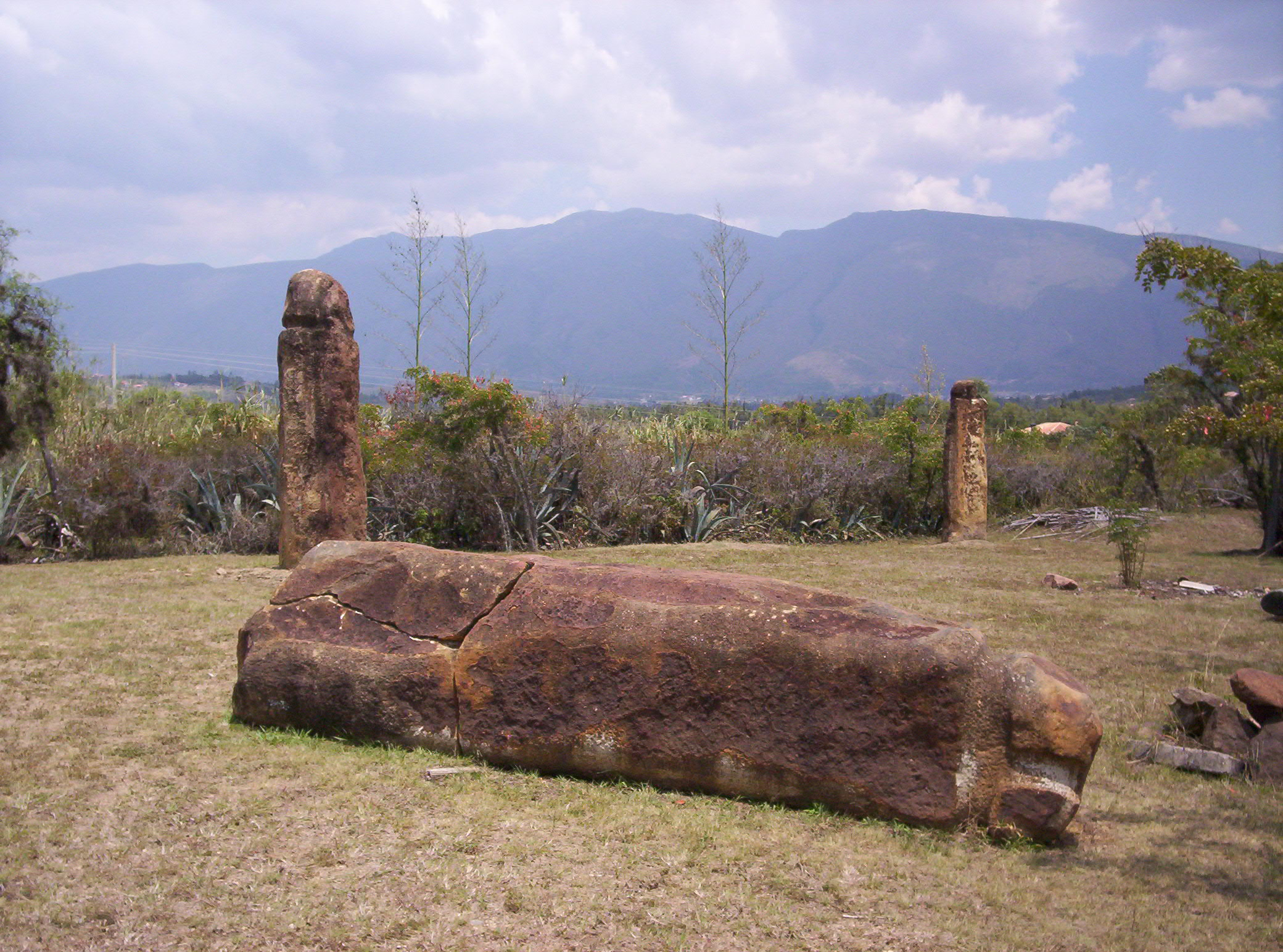
Отдельно стоящие фаллические фигуры